# Sorbus carniolica
Sorbus carniolica är en rosväxtart som beskrevs av Karpati. Sorbus carniolica ingår i släktet oxlar, och familjen rosväxter. Inga underarter finns listade i Catalogue of Life.